# مابل فاولر بلودغت
مابل فاولر بلودغت (بالإنجليزية: Mabel Fuller Blodgett)‏ (18 أبريل 1869 - 1959)؛ روائية أمريكية.